# Bergwerk Marienstein

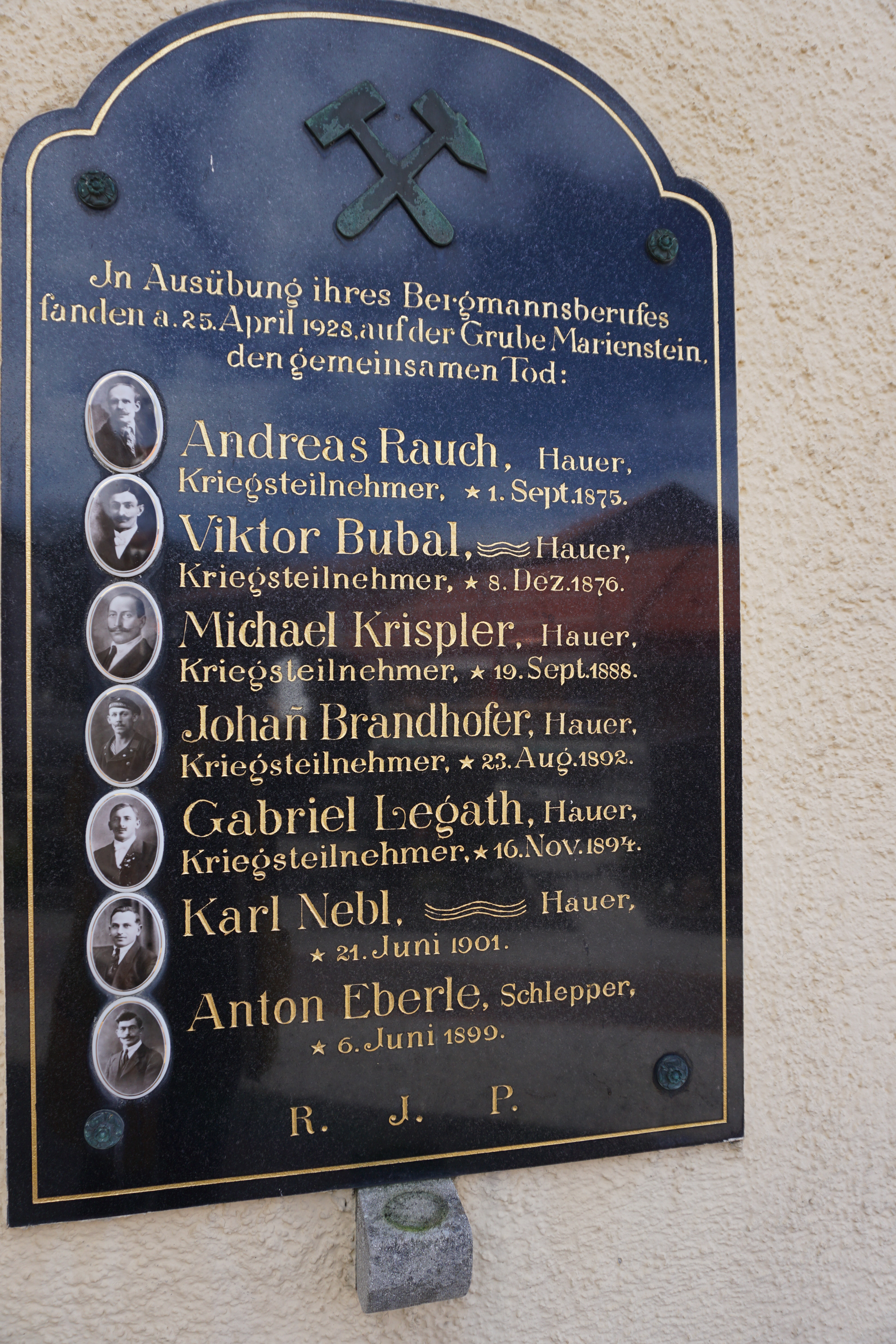
Denkmal für Grubenunglück im Bergwerk Marienstein 1928 in Waakirchen

Das Bergwerk Marienstein war ein Bergwerk auf dem heutigen Gemeindegebiet von Waakirchen, in dem das oberbayrische Pechkohlevorkommen abgebaut wurde. Zwischen 1852 und 1962 wurden über vier Millionen Tonnen Pechkohle gefördert. Als Nebenprodukt wurde Mergel zur Herstellung von Zement gewonnen.

## Geschichte
Der Ursprung des Kohlenwerkes geht auf die Entdeckung von Zementmergel in Holzwiesenthal (heute: Marienstein) durch den Inhaber des Gutes Oberkammerlohe, Paul Deuringer, im Jahre 1835 zurück. Daraufhin baute Deuringer im Jahr 1850 ein Zementwerk im Waakirchner Ortsteil Kammerloh. Um den Mergel abbauen zu können, teufte er einen Stollen, der ein Pechkohlevorkommen durchquerte. Dieses Kohlevorkommen war schon durch den Geologen Carl Wilhelm von Gümbel bekannt. Am 16. August 1852 erhielt Deuringer durch das Bergamt in München die Genehmigung zum Kohlenabbau. Zunächst baute er die Kohle jedoch nur für den Eigenbedarf des Zementwerks ab.
Durch einen Verkauf im Jahr 1872 ging die Grube an die damals neu gegründete Gewerkschaft Oberkammerlohe über. Ab 1891 gab es eine Anschlussbahn zum Bahnhof Schaftlach der Bahnstrecke München–Lenggries.
Im Jahr 1902 wurde die Gewerkschaft Marienstein begründet. Mit ihr begann die kommerzielle Förderung. Ab dem Jahr 1904 teufte man den Hauptförderschacht auf 120 Meter ab. Ab 1906/07 erreichte man eine Teufe von 220 Metern und später von 564 Metern.
Im Jahr 1951 übernahm die BHS-Bayerische Berg-, Hütten- und Salzwerke die Grube. Nachdem es zur Kohlenkrise gekommen war, wurde der Betrieb am 31. März 1962 eingestellt. Zuletzt waren etwa 300 Bergleute beschäftigt.